# Nucleoside

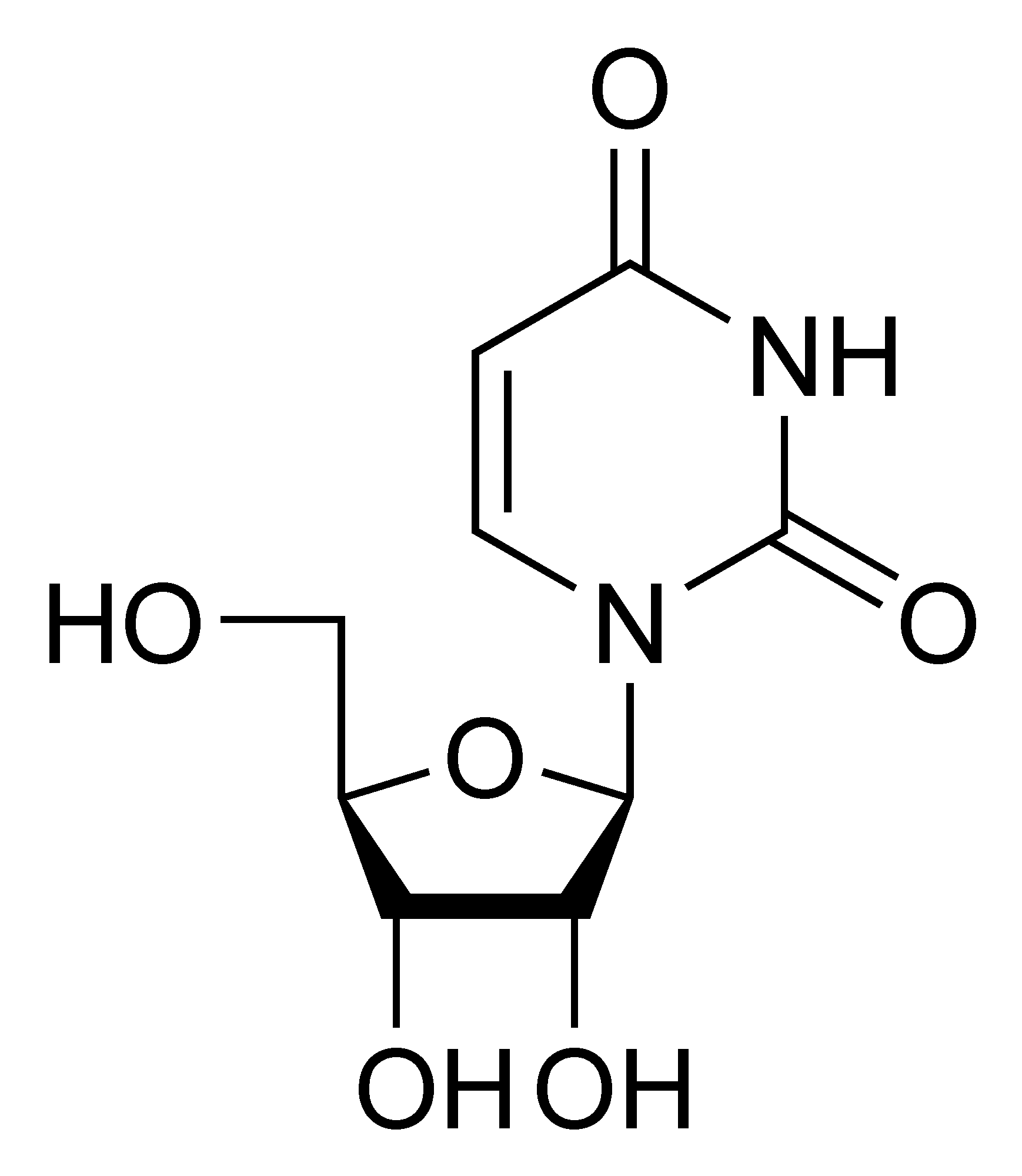
Structuurformule van het nucleoside uridine.

Een nucleoside is een bio-organische verbinding die bestaat uit een pentose, een suiker met 5 koolstofatomen, en een nucleobase (een purine- of een pyrimidinederivaat). Als pentose treden meestal ribose of desoxyribose op; er wordt dan onderscheid gemaakt tussen respectievelijk ribonucleosiden en desoxyribonucleosiden.
Chemisch gezien kan een nucleoside gezien worden als een nucleotide zonder fosfaatgroepen. De monofosfaatnucleotiden maken de ruggengraat van het DNA en RNA uit.
| Overzicht van nucleosides | Overzicht van nucleosides | Overzicht van nucleosides | Overzicht van nucleosides |
|                           |                           | Pentose:                  | Pentose:                  |
| Ribose                    | Desoxyribose              |                           |                           |
| ------------------------- | ------------------------- | ------------------------- | ------------------------- |
| Nucleo- base:             | Adenine                   | Adenosine                 | Desoxyadenosine           |
| Nucleo- base:             | Cytosine                  | Cytidine                  | Desoxycytidine            |
| Nucleo- base:             | Guanine                   | Guanosine                 | Desoxyguanosine           |
| Nucleo- base:             | Uracil                    | Uridine                   |                           |
| Nucleo- base:             | Thymine                   |                           | Thymidine                 |

## Synthese in het lichaam
Nucleosiden kunnen door het lichaam zelf worden aangemaakt, hoofdzakelijk in de lever, door middel van een de-novosynthese. Het overgrote deel van de nucleosiden wordt echter aangemaakt met behulp van de nucleïnezuren uit de voeding. Nucleotidasen breken de nucleotiden, waaruit de nucleïnezuren zijn opgebouwd, af tot fosfaten en nucleosiden.
De nucleosiden kunnen op hun beurt weer afgebroken worden tot nucleobasen en een pentose (ribose of desoxyribose).